# 芬羅德·費拉剛
芬羅德·費拉剛（Finrod Felagund），是英國作家約翰·羅納德·瑞爾·托爾金（J.R.R. Tolkien）的史詩式奇幻小說《精靈寶鑽》中的虛構人物。另外他也出場於長詩《麗西安之歌》裡。
芬羅德是精靈王國納國斯隆德（Nargothrond）之王。他亦是著名的人類之友，最終在協助人類英雄貝倫（Beren）奪回精靈寶鑽的行動中身亡。

## 名字語源
他的父名在辛達林語（Sindarin）是芬羅德，意思是「頭髮聞名的」 Haired Champion，昆雅語同等意思的名字為芬達瑞托（Findaráto）。費拉剛源於矮人語（Khuzdul），意思是「挖洞者」 Hewer of Caves。芬羅德的母名是Ingoldo，意思是「諾多」The Noldo。
在托爾金的原始版本裡，芬羅德一名給予了他的父親費納芬（Finarfin），而芬羅德之名原是英格洛（Inglor）。
芬羅德另外也有許多名號。人類比歐在遇到芬羅德後，稱他為努萌（Nóm），意思是「智慧」Wisdom。他有時被稱為「人類之友」 Friend of Men，因為芬羅德屢次幫助人類。芬羅德亦被形容為「忠實的」 Faithful，可能因為他履行了報答人類英雄巴拉漢（Barahir）及其後裔的諾言。
在化身半獸人試圖奪回精靈寶鑽的旅程上，芬羅德曾化名為Dungalef。

## 總覽
芬羅德是諾多族精靈，為費納芬與伊珥雯（Eärwen）的長子。弟弟是安格羅德（Angrod）及艾格諾爾（Aegnor），妹妹為凱蘭崔爾（Galadriel）。因著他母親的血統，所以芬羅德是多瑞亞斯埃盧·庭葛王（Elu Thingol）的親屬，與多瑞亞斯關係良好。他的伴侶是凡雅族的雅瑪瑞伊（Amarië）。
芬羅德在貝爾蘭建立了高塔米那斯提力斯及要塞納國斯隆德。雖然芬羅德在王位承繼順序中排行小，可是他的領土是眾精靈國度中最大的，統轄了西貝爾蘭大部份領土，另外還掌有西瑞安島（Tol Sirion）和多索尼安（Dorthonion）的土地。貝爾蘭一眾費納芬家族（House of Finarfin）成員均以芬羅德為領袖。芬羅德也是中土最富有的諾多族精靈，因為他從阿門洲（Aman）帶出的珍寶甚多，其中最名貴的一件寶物是諾格萊迷爾（Nauglamír），由矮人幫他打造而成。
芬羅德同時也是個旅行者，在特剛進入他的隱匿城市貢多林（Gondolin）前，他們二人經常四處旅行。芬羅德曾到過艾林優歐（Aelin-uial）、歐西瑞安等地，並在歐西瑞安（Ossiriand）首次發現到人類。他亦十分睿智，是個思想家。比歐家族成員安列絲（Andreth）是人類當中的智者，也是芬羅德之弟艾格諾爾的伴侶、芬羅德的好友。他們曾討論精靈和人類的生死問題，對話被記錄下來，作成《芬羅德與安列絲的辯論》（Athrabeth Finrod ah Andreth）一文，收錄在《中土世界的歷史》第九部《魔苟斯的戒指》（Morgorth's Ring）。

## 生平

### 來到貝爾蘭及以前
芬羅德·費拉剛生於雙樹紀時的提理安（Tirion）。黑暗降臨維林諾後，他與父親費納芬都不支持費諾等人的誓言。不過，芬羅德卻走上了前往中土大陸的旅程，因為他決心站在他的朋友、芬國昐之子特剛（Turgon）的同一陣線，於是便踏上前往中土的旅程。在出發之前，芬羅德請求他的伴侶雅瑪瑞伊隨他離開，但她拒絕而令二人分離。
在貝爾蘭上，芬羅德於西瑞安島建立米那斯提力斯（Minas Tirith）。後來旅遊至微光沼澤時，他在夢中受到烏歐牟（Ulmo）的訊息，開始擔憂將來，遂尋找可以隱藏大量兵力的地方。獲明霓國斯的經歷啟發，他在法羅斯森林（Taur-en-Faroth）下、納羅格河（Narog）畔的洞穴建立要塞納國斯隆德，並把西瑞安島交由侄子歐洛隹斯（Orodreth）駐守。

### 與人類的友誼
機緣巧合下，芬羅德前往東貝爾蘭（East Beleriand）與梅斯羅斯及梅格洛爾出遊狩獵，在來到歐西瑞安時他遇見到第一支進入貝爾蘭的人類。芬羅德在眾人睡夢時吟唱，他們原以為芬羅德是傳說中的維拉，稱他為努萌。他輕易學會人類的他列斯卡語（Taliska），因為精靈語均同出一源，而人類的語言很大程度學自亞維瑞（Avari）。芬羅德在人類當中住下來，教導他們知識及語言。這群人就是比歐族（House of Bëor），他們亦自此效忠於芬羅德。
歐西瑞安的綠精靈（Laiquendi）恐懼人類會毀壞他們的家園，請求芬羅德·費拉剛引領人類離開。於是比歐族來到伊斯托拉德（Estolad）居住，比歐（Bëor）則因為忠心於芬羅德，隨他去到納國斯隆德作其家臣。芬羅德亦把治下的拉德羅斯（Ladros）封給比歐之孫波羅米爾（Boromir）作領地，許多比歐族子民都遷到那裡。另外他也為哈拉丁族的人類向庭葛王求情，幫他們求得貝西爾（Brethil）作為家園。　
在班戈拉赫戰役（Dagor Bragollach）中，芬羅德·費拉剛率軍馳援遭遇猛攻的多索尼安，與前鋒被圍於西瑞赫沼澤（Fen of Serech）。比歐家族的巴拉漢領兵擊破包圍，芬羅德因此倖免，於是他把手上的戒指送給巴拉漢，並發下誓言，只要巴拉漢及其子民帶著戒指求助，他一定答應。後來，巴拉漢之子貝倫帶了戒指求助，芬羅德·費拉剛捨棄了他的國家來實踐他的誓言。這戒指自此成為登丹人皇族的祖傳寶物。

### 犧牲
芬羅德的國度在第四戰役中節節敗退，喪失了多索尼安與西瑞安島，退守至根據地納國斯隆德。他接收了費諾兒子凱勒鞏（Celegorm）和庫路芬（Curufin）帶來的敗軍，以增強納國斯隆德的軍力，誰知二人竟然暗中建立勢力，欲篡奪費拉剛的王位。芬羅德在子民逐漸失去心中的地位，在貝倫求援時他們以冷淡相待，他憤而擲下王冠，遵守自己的誓詞。十名納國斯隆德的精靈依舊忠誠，他們拾起王冠請費拉剛立下一名代理人，於是王權落到芬羅德的侄兒歐洛隹斯上，然後出發。
芬羅德·費拉剛讓一夥人化身成半獸人，潛入往安格班的捷徑堝惑斯島（Tol-in-Gaurhoth）。但他們因著大意而不知道半獸人須向駐守島上的魔苟斯大將索倫（Sauron）報告，結果被敵人捉拿住。芬羅德·費拉剛與索倫吟唱咒語鬥法，但是他失敗了。眾人被囚在大牢中，索倫每天派一隻狼人殺死一名同伴，想拷問他們的名字和目的。最終只剩下芬羅德和貝倫二人，芬羅德用盡全力與狼人搏鬥，結果同歸而盡。露西安和神犬胡安（Huan）及時趕到，打敗索倫並解放堝惑斯島。貝倫和露西安遂把費拉剛埋葬這座原本屬於他的島嶼最高處。據說他的墳塚不受邪惡玷污，直至這地淹沒於波浪以下。
此後《精靈寶鑽》書中暗示，芬羅德·費拉剛的靈魂到達曼督斯的廳堂，很快便重生了。貝爾蘭毀滅之時，芬羅德·費拉剛與他父親費納芬在維林諾艾爾達瑪（Eldamar）的樹下散步。按《麗西安之歌》（Lay of Leithian）所說，芬羅德·費拉剛和雅瑪瑞伊的戀情最終也開花結果。

## 早期版本
托爾金早期版本裡，芬羅德此名隸屬於費納芬，而芬羅德本人就稱為英格洛。後來這個設定被修改，但在《魔戒》裡面仍可以稍微見到其影子，如瑟丹派往愛隆會議的使者加爾多（Galdor），他是英格洛之子（Inglorion）。托爾金也曾考慮將吉爾加拉德設定成芬羅德之子。

## 資料來源
1. ↑  又譯芬蘿·費拉岡。正文譯名屬於聯經版《精靈寶鑽》與《胡林的子女》譯名，均由鄧嘉菀翻譯。備註此名屬於聯經版《魔戒三部曲》附錄裡的譯名，由朱學恆翻譯。文中芬羅德的名號翻譯均來自聯經版《精靈寶鑽》，部份譯名只出現於沒有中文翻譯的托爾金作品，故文中只出現英文名字。
2. 1 2 3  《精靈寶鑽》 2002年 聯經初版翻譯 第五章《艾爾達瑪與艾爾達的王子們》
3. ↑  《中土世界的歷史》 vol.12《中土世界的民族》"The Shibboleth of Feanor"
4. 1 2 3  《精靈寶鑽》 2002年 聯經初版翻譯 第十七章《人類來到西邊》
5. ↑  《魔戒三部曲》 2001年 聯經初版翻譯 附錄二編年史
6. ↑  《中土世界的歷史》 vol.3 《貝爾蘭的歌謠》"The Lay of Leithian"
7. ↑  《精靈寶鑽》 2002年 聯經初版翻譯 第十四章《貝爾蘭及其疆域》
8. ↑  《精靈寶鑽》 2002年 聯經初版翻譯 第十五章《諾多族在貝爾蘭》
9. 1 2  《精靈寶鑽》 2002年 聯經初版翻譯 第十九章《貝倫與露西安》